# Hogeschool-Universiteit Brussel
Hogeschool-Universiteit Brussel (HUBrussel lub HUB) to niderlandzkojęzyczna wyższa szkoła i uniwersytet. Uczelnia powstała w roku 2007 z połączenia następujących uczelni w Brukseli: European University College Brussels, VLEKHO, HONIM i Katolicki Uniwersytet w Brukseli (KUBrussel).
HUBrussel oferuje we Flandrii możliwość uzyskania dyplomu studiów wyższych zawodowych oraz uzyskania licencjatu i tytułu magistra w zakresie prawa, filologii i ekonomii.
Uniwersytet ma 80 lat doświadczenia w nauczaniu kierunków handlowych. Kształcenie prowadzone jest na wysokim poziomie i nowatorskimi metodami, z naciskiem na działalność gospodarczą i przedsiębiorczość. Studia oferowane są zarówno w języku angielskim jak i niderlandzkim.

## Historia
European University College Brussels (EHSAL) założony został w roku 1925. Był on jedną z pierwszych wyższych szkół handlowych które uzyskały certyfikat ISO 9001 (w roku 1996) w uznaniu doskonałej jakości kształcenia i znakomitej obsługi studentów.
W roku 2008 na zajęcia na studiach licencjackich, magisterskich i podyplomowych w 7 filiach uczelni – w Brukseli i Dilbeek (Flandria) – uczęszczało ponad 9000 studentów.
HUB należy do Stowarzyszenia Uniwersytetu Katolickiego w Leuven, który jest jedną z najstarszych i najbardziej poważanych uczelni w Europie.

## Kierunki studiów
Studia na HUB dzielą się na dwie grupy:
Studia uniwersyteckie (licencjackie i magisterskie)
Studia uniwersyteckie zgrupowane są na trzech wydziałach, które oferują w sumie 13 kierunków licencjackich i magisterskich:
- Ekonomia i zarządzanie
  - Nauki handlowe
  - Inżynieria biznesowa
  - Zarządzanie ochroną środowiska, bezpieczeństwem i higieną pracy

- Językoznawstwo i literatura

- - Literatura
  - Lingwistyka stosowana
  - Tłumaczenie pisemne i ustne
  - Komunikacja wielojęzyczna
  - Dziennikarstwo

- Prawo

Studia zawodowe (licencjackie)
Studia zawodowe zgrupowane są na czterech wydziałach, które oferują w sumie 13 kierunków licencjackich:
- Wychowanie i nauczanie:
  - Wychowanie przedszkolne
  - Nauczanie na poziomie podstawowym
  - Nauczanie na poziomie średnim

- Opieka zdrowotna
  - Terapia zajęciowa
  - Obrazowanie medyczne
  - Pielęgniarstwo
  - Optyka i optometria

- Praca socjalna i społeczna:
  - Praca socjalna
  - Opieka socjalna i edukacyjna
  - Nauki rodzinne

- Nauki handlowe i zarządzanie
  - Zarządzanie przedsiębiorstwem
  - Zarządzanie biurem
  - Informatyka stosowana

## Fakty
- Liczba studentów uczęszczających na studia podyplomowe i seminaria – 9500.
- Na kierunkach anglojęzycznych studiuje ponad 400 studentów spoza UE i 100 z państw UE.
- Co roku na wymianę w ramie Life Long Learning Programme przyjeżdża ok. 170 studentów.
- Personel HUB to ponad 1000 osób.

## Znani wykładowcy, studenci i absolwenci
- Herman Van Rompuy, Premier Belgii 2008-
- Pieter Timmermans, Przewodniczący Belgijski Związek Przedsiębiorstw
- Filip Van Hool